# Ліпомо
Ліпомо (італ. Lipomo) — муніципалітет в Італії, у регіоні Ломбардія, провінція Комо.
Ліпомо розташоване на відстані близько 520 км на північний захід від Рима, 38 км на північ від Мілана, 4 км на південний схід від Комо.
Населення — 5860 осіб (2014).
Щорічний фестиваль відбувається 15 червня. Покровитель — Vito.

## Демографія
Населення за роками:

Станом на 1 січня 2023 року в муніципалітеті офіційно проживав 521 іноземець з 52 країн, серед них 124 громадяни країн Євросоюзу та 32 громадяни України.

## Сусідні муніципалітети
- Кап'яго-Інтім'яно
- Комо
- Монторфано
- Тавернеріо